# Калдераши
Калдераши су подгрупа ромских народа. Они су традиционално били ковачи и металопрерађивачи и говоре низ ромских дијалеката који су груписани под термином Калдерашки ромски дијалекти, подгрупа влашких ромских језика.

## Етимологија
Назив Калдераши (kalderaš на ромском језику, căldărari на румунском, kalderás на мађарском, калдараш на бугарском, котляри (котљари) на украјинском и кэлдэрары (келдерари) на руском) у крајњој линији потиче од латинске речи caldāria (у вези са румунским căldare „котлић, канта, кофа", новогрчким καρδαρι (кардари) и енглеским cauldron), у ствари описујући њихов еснаф као котларски. Многи Роми и народи који живе широм Европе носе презиме „Калдараш”, повезујући своје корене са овом ромском подгрупом. Годишњи цигански фестивал у Сан Себастијану, Баскија, Шпанија, садржи и поворку Калдерероса сваке године 2. фебруара.

## Распрострањеност
У Румунији живи око 200.000 Калдераша. Населили су се широм Украјине прелазећи из Бесарабије на север и исток.

## Радни однос
Због индустријализације, металуршка индустрија више није тако профитабилна, па су Калдераши проширили дијапазон својих извора прихода, иако често остају у металуршком сектору.

## Обичаји
Традиционална калдерашка ношња једна је од најпознатијих ромских традиционалних одежди, која се и данас носи. Они се често венчавају врло млади (15-20 година старости, у последњих 20 година у Русији од 12. до 18. године старости) и имају веома строге обичаје у вези са хигијеном.

## Истакнути Калдераши
- Луминица Ћоаба (Мариа Михаи), списатељица
- Емил Деметер, писац
- Надежда Деметер, активисткиња, етнографисткиња
- Олга Деметер-Чарскаја, глумица, певачица, песникиња, списатељица
- Роман Деметер, песник
- Владислав Деметер, новинар, активиста, диригент
- Роналд Ли, канадски писац
- Јошија Калдераш, верски вођа
- Матео Максимов, ромско-француски писац
- Антон Пан, румунски писац, музичар (из Влашке области)
- Олег Петрович (Мурша Сапорони), писац
- Дафина Савић, директорка Романипе
- Катарина Таикон, шведска ромска ауторка књига за децу
- Роса Таикон, Катаринина сестра, шведски ромски драгуљар